# Katholicisme in China

Volksrepubliek China

Het katholicisme in de Volksrepubliek China heeft meer dan 10 miljoen leden. Katholieken zijn er in China sinds de (westerse) middeleeuwen. Enkel de Chinese Katholieke Patriottische Vereniging wordt op het Chinese Vasteland door het communistisch regime erkend en telt circa 4 miljoen leden. De ondergrondse katholieke gemeenschappen in China hebben naar schatting circa 12 miljoen leden.

## Geschiedenis
China maakte in de 7e eeuw voor het eerst kennis met het christendom onder de vorm van het nestorianisme. Eind 13e eeuw verkondigden franciscanen het katholieke geloof. In de 16e eeuw konden de jezuïeten een basis leggen waarop de latere missie kon voortbouwen. In 1601 verkreeg Matteo Ricci, hoofd van de missie van de jezuïeten in China toestemming om zich in Peking te vestigen. Tot 1838 werkten jezuïeten en lazaristen aan het Bureau voor Astronomie.
In de 17e en 18e eeuw ontstond een langdurig meningsverschil tussen de jezuïeten en andere ordes, zoals die der dominicanen en franciscanen over de vraag of het al of niet toegelaten of wenselijk was in missiegebieden bepaalde westerse kerkelijke rituelen aan te passen aan plaatselijke en landelijke gewoontes (de zogenaamde ritenstrijd). De jezuïeten waren vóór aanpassing, maar werden in 1742 door paus Benedictus XIV met de bul Ex quo singulari in het ongelijk gesteld.
Tijdens de Bokseropstand (1899-1901) vonden veel christenen de dood, waaronder de Nijmeegse bisschop Ferdinand Hamer.

### 20e eeuw

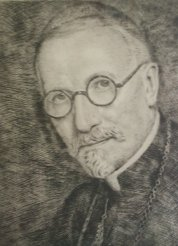
Celso Benigno Luigi Costantini

In de jaren 20 van de 20e eeuw zocht het Vaticaan toenadering tot China, waarbij bisschop Celso Benigno Luigi Costantini aangesteld werd als vertegenwoordiger.
In 1926 wijdde Paus Pius XI zelf te Rome de eerste zes Chinese bisschoppen.
In 1943 besloot de regering in China diplomatieke betrekkingen aan te gaan met het Vaticaan, gevolgd door de benoeming van een pauselijke nuntius in 1946, Antonio Riberi. De verspreiding van het katholieke geloof in China kwam in die periode in een stroomversnelling, waarop Pius XII in 1946 besloot meer structuur te brengen in de hiërarchie van de Kerk door de oprichting van 20 aartsbisdommen en 85 bisdommen. Tevens werd de aartsbisschop Thomas Tien Ken-sin tot eerste Chinese kardinaal gecreëerd tijdens het consistorie van 1946, waarbij hij overgeplaatst werd naar het aartsbisdom Peking. Door haar caritas in de Tweede Chinees-Japanse Oorlog (1937-1945) verwierf de Kerk algemene sympathie.

### Onder het communistisch regime
Het communistisch regime onder leiding van Mao Zedong trachtte na de machtsovername in 1949 de Katholieke Kerk los te weken van Rome, hetgeen mislukte.
De Katholieke Kerk werd door de communisten bestempeld als een instrument van het westerse kapitalisme en geestelijken werden naar heropvoedingskampen gestuurd om daar de leer van Karl Marx, Lenin en Mao te leren. Op grote schaal vonden er ook vervolgingen plaats van geestelijken en gelovigen.
Al snel verstevigde de greep van de communisten op de Katholieke Kerk zich. 5000 missionarissen werden verdreven, bisschoppen, priesters en leken werden gevangengenomen of gedood. Zo verbleef de bisschop van Shanghai, Ignatius Kung Pin-Mei dertig jaar in de gevangenis.
Al in de encycliek Evangelii Praecones van 2 juni 1951 had Pius XII de vervolging onder de aandacht gebracht: “…en in onze tijd zijn er landen in het Verre Oosten die rood kleuren met het bloed van martelaren.” Met de apostolische brief Cupimus Imprimis van 18 januari 1952 reageerde Pius opnieuw op deze aanvallen, gevolgd door de encycliek Ad Sinarum Gentum op 7 oktober 1954. In laatstgenoemde nam Pius XII stelling tegen de maoïstische stellingen met betrekking tot de Katholieke Kerk. Zo verwierp Pius het idee van China om te streven naar een geheel autonome kerk los van de moederkerk in Rome die ook een eigen interpretatie van het Evangelie voorstond. Gelovigen werden opgeroepen weerstand te bieden aan bedriegers en daarbij een eventuele confrontatie niet te mijden.
In 1957 werd de Beweging voor nationaal Chinees katholicisme opgericht en op 13 april 1958 begon men met onwettige bisschopswijdingen. Dit leidde ertoe dat Pius XII opnieuw een encycliek uitvaardigde: Ad Apostolorum Principis (29 juni 1958). Hierin nam hij stelling tegen de nationale Kerk en de benoemingen van de prelaten die tot stand waren gekomen zonder toestemming van het Vaticaan.
Tijdens de Culturele Revolutie (begonnen in 1966) werden vele kerkgebouwen geplunderd en vernield.

### 21e eeuw

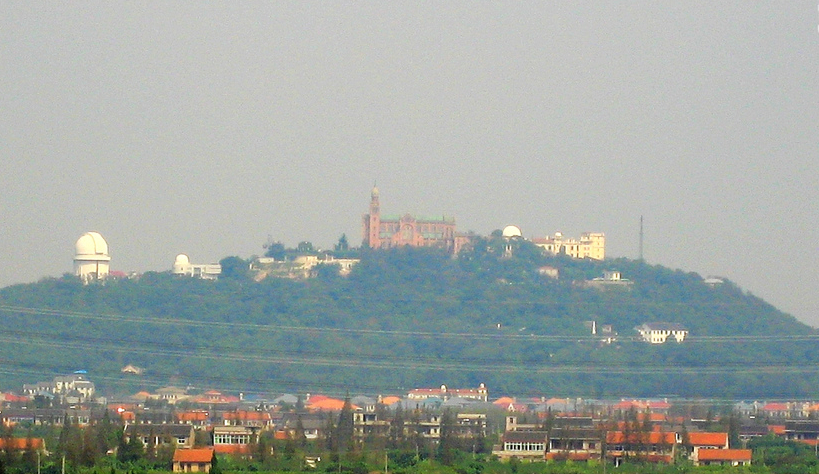
De basiliek van Onze-Lieve-Vrouw van She Shan

In het begin van de 21e eeuw worden er diverse pogingen ondernomen om de relaties tussen de Volksrepubliek China en de Heilige Stoel te verbeteren. In 2007 introduceerde paus Benedictus XVI de Wereldgebedsdag voor China op 24 mei, de dag dat de Katholieke Kerk het feest van Maria Hulp der Christenen viert. Onder deze titel wordt Maria immers bijzonder vereerd in China’s bekendste Mariaoord Sheshan, even buiten Shanghai. Sinds de paus de gebedsdag heeft ingesteld maakt het communistisch regime het de katholieken buitengewoon moeilijk om het heiligdom op de jaarlijkse bedevaart op die dag te bereiken. Op 27 mei 2007 schreef Benedictus XVI ook een brief aan de Chinese katholieken "om enkele richtlijnen aan te reiken voor het leven van de Kerk en de taak van de evangelisatie in China." In mei 2009 werd de Chinese editie van de website van het Vaticaan vanuit China door het regime geblokkeerd.

## Verdeling
In Taiwan (de Republiek China) heeft het katholicisme meer dan zevenhonderd priesters en twaalfhonderd nonnen. 1,5% van de bevolking van de Republiek is rooms-katholiek. Het land is verdeeld in acht bisdommen, verspreid over de provincies Taiwan, Fujian en Zhejiang. Republiek China (Taiwan) en Vaticaanstad erkennen elkaar wederzijds en de twee staten hebben nauwe diplomatieke banden. In Republiek China (Taiwan), Hongkong en Macau is de rooms-katholieke kerk een legale organisatie. Op het Chinese Vasteland wordt zij daarentegen als illegaal gezien.
Het katholicisme in Hongkong had in 2011 363.000 leden, 51 kerken en ongeveer 300 mensen die behoren tot de katholieke geestelijkheid. De kerk heeft veel scholen en faciliteiten voor hulpbehoevenden opgericht. Het lokale nieuwsblad Kung Kao Po is van katholieke signatuur. Tot 1841 behoorde Hongkong tot het bisdom van Macau. In 1841 werd het bisdom Hongkong opgericht.
Het katholicisme in Macau heeft ruim 18.000 leden, waarvan een groot deel van Portugese afkomst is. De kerk werd in 1576 opgericht. Jaarlijks worden er processies gehouden, zoals die ook in Portugal worden georganiseerd.

### Bisdommen
Republiek China (Taiwan):
- Kerkprovincies:

1. Kerkprovincie Taipei: Aartsbisdom Taipei: Bisdom Hsinchu, Bisdom Hualien, Bisdom Kaohsiung, Bisdom Kiayi, Bisdom Taichung, Bisdom Tainan

Volksrepubliek China:
1. Kerkprovincie Anqing:
  1. Aartsbisdom Anqing
  2. Bisdom Bengbu
  3. Bisdom Wuhu
2. Kerkprovincie Beijing:
  1. Aartsbisdom Beijing
  2. Bisdom Anguo
  3. Bisdom Baoding
  4. Bisdom Daming
  5. Bisdom Jingxian
  6. Bisdom Tianjin
  7. Bisdom Xianxian
  8. Bisdom Xingtai
  9. Bisdom Xuanhua
  10. Bisdom Yongnian
  11. Bisdom Yongping
  12. Bisdom Zhaoxian
  13. Bisdom Zhengding
3. Kerkprovincie Changsha:
  1. Aartsbisdom Changsha
  2. Bisdom Changde
  3. Bisdom Hengyang
  4. Bisdom Yuanling
4. K erkprovincie Chongqing
  1. Aartsbisdom Chongqing
  2. Bisdom Chengdu
  3. Bisdom Kangding
  4. Bisdom Leshan
  5. Bisdom Nanchong
  6. Bisdom Wanxian
  7. Bisdom Xichang
  8. Bisdom Yibin
5. Kerkprovincie Fuzhou:
  1. Aartsbisdom Fuzhou
  2. Bisdom Changting
  3. Bisdom Xiamen
  4. Bisdom Xiapu
6. Kerkprovincie Guangzhou:
  1. Aartsbisdom Guangzhou
  2. Bisdom Beihai
  3. Bisdom Hong Kong
  4. Bisdom Jiangmen
  5. Bisdom Meixian
  6. Bisdom Shantou
  7. Bisdom Shaoguan
7. Kerkprovincie Guiyang:
  1. Aartsbisdom Guiyang
  2. Bisdom Anlong
8. Kerkprovincie Hangzhou:
  1. Aartsbisdom Hangzhou
  2. Bisdom Linhai
  3. Bisdom Lishui
  4. Bisdom Ningbo
  5. Bisdom Yongjia-Wenzhou
9. Kerkprovincie Hankow:
  1. Aartsbisdom Hankow
  2. Bisdom Enshi
  3. Bisdom Hanyang
  4. Bisdom Laohekou
  5. Bisdom Puqi
  6. Bisdom Qichun
  7. Bisdom Wuchang
  8. Bisdom Xiangyang
  9. Bisdom Yichang
10. Kerkprovincie Hohhot:
  1. Aartsbisdom Hohhot
  2. Bisdom Chongli-Xiwanzi
  3. Bisdom Jining
  4. Bisdom Yinchuan
11. Kerkprovincie Jinan:
  1. Aartsbisdom Jinan
  2. Bisdom Caozhou-Heze
  3. Bisdom Linyi
  4. Bisdom Qingdao
  5. Bisdom Yanggu
  6. Bisdom Yantai
  7. Bisdom Yanzhou
  8. Bisdom Zhoucun
12. Kerkprovincie Kaifeng:
  1. Aartsbisdom Kaifeng
  2. Bisdom Jixian
  3. Bisdom Luoyang
  4. Bisdom Nanyang
  5. Bisdom Shangqiu
  6. Bisdom Xinyang
  7. Bisdom Zhengzhou
  8. Bisdom Zhumadian
13. Kerkprovincie Kunming:
  1. Aartsbisdom Kunming
  2. Bisdom Dali
14. Kerkprovincie Lanzhou:
  1. Aartsbisdom Lanzhou
  2. Bisdom Pingliang
  3. Bisdom Tianshui
15. Kerkprovincie Nanchang:
  1. Aartsbisdom Nanchang
  2. Bisdom Ganzhou
  3. Bisdom Ji’an
  4. Bisdom Nancheng
  5. Bisdom Yujiang
16. Kerkprovincie Nanjing:
  1. Aartsbisdom Nanjing
  2. Bisdom Haimen
  3. Bisdom Shanghai
  4. Bisdom Suzhou
  5. Bisdom Xuzhou
17. Kerkprovincie Nanning:
  1. Aartsbisdom Nanning
  2. Bisdom Wuzhou
18. Kerkprovincie Shenyang:
  1. Aartsbisdom Shenyang
  2. Bisdom Chifeng
  3. Bisdom Fushun
  4. Bisdom Jilin
  5. Bisdom Jinzhou
  6. Bisdom Siping
  7. Bisdom Yanji
  8. Bisdom Yingkou
19. Kerkprovincie Taiyuan:
  1. Aartsbisdom Taiyuan
  2. Bisdom Changzhi
  3. Bisdom Datong
  4. Bisdom Fenyang
  5. Bisdom Hongdong
  6. Bisdom Shuoxian
  7. Bisdom Yuci
20. Kerkprovincie Xi’an:
  1. Aartsbisdom Xi’an
  2. Bisdom Fengxiang
  3. Bisdom Hanzhong
  4. Bisdom Sanyuan
  5. Bisdom Yan’an
  6. Bisdom Zhouzhi
21. Immediatum:
  1. Bisdom Harbin
  2. Bisdom Macau
22. Overige:
  1. Apostolische prefectuur Ankang
  2. Apostolische prefectuur Baojing
  3. Apostolische prefectuur Guilin
  4. Apostolische prefectuur Hainan
  5. Apostolische prefectuur Haizhou
  6. Apostolische prefectuur Jiamusi
  7. Apostolische prefectuur Jian’ou
  8. Apostolische prefectuur Lingling
  9. Apostolische prefectuur Linqing
  10. Apostolische prefectuur Lintong
  11. Apostolische prefectuur Lixian
  12. Apostolische prefectuur Qiqihar
  13. Apostolische prefectuur Shaowu
  14. Apostolische prefectuur Shashi
  15. Apostolische prefectuur Shiqian
  16. Apostolische prefectuur Suixian
  17. Apostolische prefectuur Tongzhou
  18. Apostolische prefectuur Tunxi
  19. Apostolische prefectuur Weihai
  20. Apostolische prefectuur Xiangtan
  21. Apostolische prefectuur Xining
  22. Apostolische prefectuur Xinjiang
  23. Apostolische prefectuur Xinjiang-Urumqi
  24. Apostolische prefectuur Xinxiang
  25. Apostolische prefectuur Yangzhou
  26. Apostolische prefectuur Yiduxian
  27. Apostolische prefectuur Yixian
  28. Apostolische prefectuur Yueyang
  29. Apostolische prefectuur Zhaotong
  30. Apostolische administratie Harbin